# Arquimedes
Arquimedes de Siracusa (em grego: Ἀρχιμήδης; Siracusa, 287 a.C. – 212 a.C.) foi um matemático, filósofo, físico, engenheiro, inventor e astrônomo grego. Embora poucos detalhes de sua vida sejam conhecidos, são suficientes para que seja considerado um dos principais cientistas da Antiguidade Clássica.
Entre suas contribuições à Física, estão as fundações da hidrostática e da estática, tendo descoberto a lei do empuxo e a lei da alavanca, além de muitas outras. Ele inventou ainda vários tipos de máquinas para usos militares e civis, incluindo armas de cerco, e a bomba de parafuso que leva seu nome. Experimentos modernos testaram alegações de que, para defender sua cidade, Arquimedes projetou máquinas capazes de levantar navios inimigos para fora da água e colocar navios em chamas usando um conjunto de espelhos.
Arquimedes é frequentemente considerado o maior matemático da antiguidade, e um dos maiores físicos de todos os tempos (ao lado de Newton, Euler e Gauss). Ele usou o método da exaustão para calcular a área sob o arco de uma parábola utilizando a soma de uma série infinita, e também encontrou uma aproximação bastante acurada do número π. Também descobriu a espiral que leva seu nome, fórmulas para os volumes de sólidos de revolução e um engenhoso sistema para expressar números muito grandes.
Durante o Cerco a Siracusa, Arquimedes foi morto por um soldado romano, mesmo após os soldados terem recebido ordens para que não o ferissem, devido à admiração que os líderes romanos tinham por ele. Anos depois, Cícero descreveu sua visita ao túmulo de Arquimedes, que era encimado por uma esfera inscrita em um cilindro. Arquimedes tinha descoberto e provado que a esfera tem exatamente dois terços do volume e da área da superfície do cilindro a ela circunscrito (incluindo as bases do último), e considerou essa como a maior de suas realizações matemáticas.
Arquimedes teve uma importância decisiva no surgimento da ciência moderna, tendo influenciado, entre outros, Galileu Galilei, Christiaan Huygens e Isaac Newton.

## Biografia

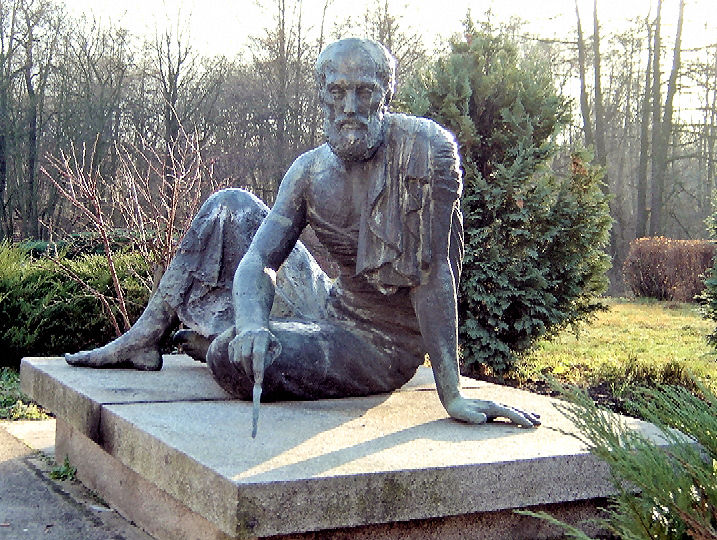
Estátua de 1972 de Arquimedes

Arquimedes nasceu por volta de 287 a.C. na cidade portuária de Siracusa, na Sicília, naquele tempo uma colônia autogovernante na Magna Grécia. A data de nascimento é baseada numa afirmação do historiador grego bizantino João Tzetzes, de que Arquimedes viveu 75 anos. Em sua obra O Contador de Areia, Arquimedes conta que seu pai se chamava Fídias, um astrônomo sobre quem nada se sabe atualmente. Plutarco escreveu em Vidas Paralelas que Arquimedes era parente do Rei Hierão II, o governante de Siracusa. Uma biografia de Arquimedes foi escrita por seu amigo Heráclides, mas esse trabalho foi perdido, deixando os detalhes de sua vida obscuros. É desconhecido, por exemplo, se ele se casou ou teve filhos. Durante sua juventude, Arquimedes talvez tenha estudado em Alexandria, Egito, onde Conon de Samos e Eratóstenes de Cirene foram contemporâneos. Ele se referiu a Conon de Samos como seu amigo, enquanto dois de seus trabalhos (O Método dos Teoremas Mecânicos e o O Problema Bovino) têm introduções destinadas a Eratóstenes.
Arquimedes morreu em circa. 212 a.C. durante a Segunda Guerra Púnica, quando forças romanas sob o comando do general Marco Cláudio Marcelo capturaram a cidade de Siracusa após um cerco de dois anos. Existem diversas versões sobre sua morte. De acordo com o relato dado por Plutarco, Arquimedes estava contemplando um diagrama matemático quando a cidade foi capturada. Um soldado romano ordenou que ele fosse conhecer Marcelo, mas ele se recusou, dizendo que ele tinha que terminar de trabalhar no problema. O soldado ficou furioso com isso, e matou Arquimedes com sua espada. Plutarco também oferece um relato menos conhecido da morte de Arquimedes, que sugere que ele pode ter sido morto enquanto tentava se render a um soldado romano. De acordo com essa história, Arquimedes estava carregando instrumentos matemáticos, e foi morto porque o soldado pensou que fossem itens valiosos. Marcelo teria ficado irritado com a morte de Arquimedes, visto que o considerava uma posse científica valiosa, e tinha ordenado que ele não fosse ferido.

Uma esfera tem 2/3 do volume e área da superfície de seu cilindro circunscrito. Uma esfera e um cilindro foram colocados sobre o túmulo de Arquimedes, de acordo com seu pedido.

As últimas palavras atribuídas a Arquimedes são "Não perturbe meus círculos" (em grego:  μή μου τούς κύκλους τάραττε), uma referência aos círculos no desenho matemático que ele estaria estudando quando perturbado pelo soldado romano. Esta citação é muitas vezes dada em Latim como "Noli turbare circulos meos," mas não há nenhuma evidência confiável de que Arquimedes pronunciou estas palavras e elas não aparecem no relato dado por Plutarco.
O túmulo de Arquimedes continha uma escultura ilustrando sua demonstração matemática favorita, consistindo de uma esfera e um cilindro de mesma altura e diâmetro. Arquimedes tinha provado que o volume e a área da superfície da esfera são dois terços da do cilindro incluindo suas bases. Em 75 a.C., 137 anos após sua morte, o orador romano Cícero estava trabalhando como questor na Sicília. Ele tinha ouvido histórias sobre o túmulo de Arquimedes, mas nenhum dos moradores foi capaz de lhe dar a localização. Após algum tempo, ele encontrou o túmulo próximo ao Portão de Agrigentino em Siracusa, em condição negligenciada e coberto de arbustos. Cícero limpou o túmulo, e foi capaz de ver a escultura e ler alguns dos versos que haviam sido adicionados como inscrição.
As versões conhecidas a respeito da vida de Arquimedes foram escritas muito tempo depois de sua morte pelos historiadores da Roma Antiga. O relato do cerco a Siracusa dado por Políbio em seu História Universal foi escrito por volta de setenta anos depois da morte de Arquimedes, e foi utilizado posteriormente como fonte por Plutarco e Lívio. Ele esclarece pouco sobre Arquimedes como uma pessoa, e centra-se nas máquinas de guerra que ele supostamente construiu a fim de defender a cidade.

## Descobertas e invenções

### A coroa de ouro

É possível que Arquimedes tenha usado seu princípio do empuxo para determinar se a coroa era menos densa que ouro puro.

A curiosidade mais conhecida sobre Arquimedes conta sobre como ele inventou um método para determinar o volume de um objeto de forma irregular. De acordo com Vitrúvio, uma coroa votiva para um templo tinha sido feita para o Rei Hierão II, que tinha fornecido ouro puro para ser usado, e Arquimedes foi solicitado a determinar se alguma prata tinha sido usada na confecção da coroa pelo possivelmente desonesto ferreiro. Arquimedes tinha que resolver o problema sem danificar a coroa, de forma que ele não poderia derretê-la em um corpo de formato regular, a fim de encontrar seu volume para calcular a sua densidade.
Enquanto tomava um banho, ele percebeu que o nível da água na banheira subia enquanto ele entrava, e percebeu que esse efeito poderia ser usado para determinar o volume da coroa. Para efeitos práticos, a água é incompressível, assim a coroa submersa deslocaria uma quantidade de água igual ao seu próprio volume. Dividindo a massa da coroa pelo volume de água deslocada, a densidade da coroa podia ser obtida. Essa densidade seria menor do que a do ouro se metais mais baratos e menos densos tivessem sido adicionados. Arquimedes teria ficado tão animado com sua descoberta que teria esquecido de se vestir e saído gritando pelas ruas "Eureka!" (em grego: "εὕρηκα!," significando "Encontrei!"). O teste foi realizado com sucesso, provando que prata realmente tinha sido misturada.
A história da coroa de ouro não aparece nas obras conhecidas de Arquimedes, sendo possível que a historia tenha sido embelezada e confundida com a história verdadeira da construção do navio Syracusia desenhado por Arquimedes e construído em torno de 240 a.C. por Archias de Corinto nas ordens de Hierão II de Siracusa. A palavra grega para coroa (em grego: στέμμα), especificamente a coroa do navio, teria sido, então, confundida com a palavra latina para coroa (em latim: coronam), a de usar na cabeça.
Além disso, a praticabilidade do método descrito tem sido posta em dúvida, devido à extrema precisão com que se teria que medir o deslocamento de água. Arquimedes pode ter buscado uma solução que aplicasse o princípio conhecido em hidrostática como princípio de Arquimedes, que ele descreveu em seu tratado Sobre os Corpos Flutuantes. Esse princípio afirma que um corpo imerso em um fluido sofre uma força de empuxo igual ao peso do fluido que ele desloca. Usando esse princípio, teria sido possível comparar a densidade da coroa de ouro à de ouro maciço equilibrando-se a coroa em uma balança de braços iguais com uma amostra de ouro, e então imergindo-se o aparato na água. Se a coroa fosse menos densa que ouro, ela deslocaria mais água, devido ao seu maior volume, e assim experimentaria uma força de empuxo maior do que a amostra de ouro. Essa diferença de empuxo causaria a balança a inclinar-se de acordo. Galileu considerou "provável que esse método é o mesmo que Arquimedes seguiu, uma vez que, além de ser bastante acurado, é baseado em demonstrações encontradas pelo próprio Arquimedes". Num texto do século XII intitulado Mappae clavicula, há instruções detalhadas sobre como realizar as pesagens dentro da água com o fim de calcular a porcentagem de prata utilizada, e assim resolver o problema. Além disso, o poema latino Carmen de ponderibus et mensuris do século IV ou V d.C. descreve a utilização de uma balança hidrostática para solucionar o problema da coroa, e atribui esse método a Arquimedes.

### O Siracusia e o parafuso de Arquimedes

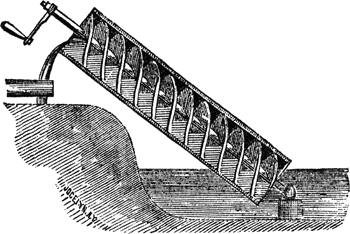
O parafuso de Arquimedes é capaz de elevar água eficientemente.

Grande parte do trabalho de Arquimedes em engenharia surgiu para satisfazer as necessidades de sua cidade natal, Siracusa. O escritor grego Ateneu de Náucratis descreveu como o Rei Hierão II encarregou Arquimedes de projetar um grande barco, o Siracusia, que poderia ser utilizado para viagens de luxo, transporte de suprimentos, e como um navio de guerra. É dito que o Siracusia foi o maior barco construído na Antiguidade Clássica. De acordo com Ateneu, ele era capaz de carregar 600 pessoas e nele havia jardins decorativos, um gymnasion e um templo dedicado à deusa Afrodite, dentre outras instalações. Uma vez que um navio desse tamanho deixaria passar uma quantidade considerável de água através do casco, o parafuso de Arquimedes foi supostamente inventado para remover água da sentina. A máquina de Arquimedes consistia em um parafuso giratório dentro de um cilindro. Era girada a mão, e também podia ser usada para transportar água de um corpo de água baixo até canais de irrigação. O parafuso de Arquimedes é ainda usado hoje para bombear líquidos e sólidos granulados como carvão e cereais. O parafuso de Arquimedes tal como descrito por Vitrúvio nos tempos romanos pode ter sido uma melhoria em uma bomba de parafuso que foi usada para irrigar os Jardins Suspensos da Babilônia.

### A garra de Arquimedes
A garra de Arquimedes é uma arma supostamente projetada por Arquimedes a fim de defender a cidade de Siracusa. Também conhecida como "sacudidora de navios", a garra consistia em um braço de guindaste a partir do qual pendia um grande gancho de metal. Quando a garra caia sobre um navio inimigo, o braço era usado para balançar e levantar o navio para fora da água. Experimentos modernos foram realizados para testar a viabilidade da garra, e em 2005 um documentário de televisão intitulado Super-armas do Mundo Antigo (Superweapons of the Ancient World) construiu uma versão da garra e concluiu que era um dispositivo viável.

### O raio de calor de Arquimedes

Arquimedes talvez tenha usado espelhos agindo coletivamente como um refletor parabólico para queimar navios que atacavam Siracusa.

Luciano de Samósata, escritor do século II, escreveu que durante o Cerco a Siracusa (c. 214–212 a.C.), Arquimedes destruiu navios inimigos com fogo. Séculos depois, Antêmio de Trales menciona espelhos ustórios como a arma utilizada por Arquimedes. O dispositivo, algumas vezes chamado de "raio de calor de Arquimedes" ou "raio solar de Arquimedes", teria sido usado para concentrar a luz solar em navios que se aproximavam, levando-os a pegar fogo.
A credibilidade desta história tem sido objeto de debate desde o Renascimento. René Descartes a considerou falsa, enquanto pesquisadores modernos tentaram recriar o efeito usando apenas os meios que estavam disponíveis a Arquimedes. Foi sugerido que uma grande quantidade de escudos bem polidos de bronze ou cobre atuando como espelhos poderiam ter sido utilizados para concentrar a luz solar em um navio. Poderia ter-se usado o princípio do refletor parabólico de maneira similar a um forno solar de alta temperatura.
Um teste do raio de calor de Arquimedes foi realizado em 1973 pelo cientista grego Ioannis Sakkas. O experimento foi realizado na base naval de Skaramangas nos arredores de Atenas. Nesta ocasião 70 espelhos foram usados, cada um com um revestimento de cobre e com um tamanho de aproximadamente 5 por 3 pés (1,5 por 1 m). Os espelhos foram apontados a uma réplica de um navio romano, feita de madeira compensada, a uma distância de aproximadamente 160 pés (50 metros). Quando os espelhos foram enfocados com precisão, o navio irrompeu em chamas em questão de poucos segundos. O navio de madeira compensada era revestido por tinta de betume, o que pode ter facilitado a combustão.
Em outubro de 2005, um grupo de estudantes do MIT conduziu um experimento com 127 espelhos quadrados com lado de 1 pé (30 cm), focados em uma maquete de navio de madeira a uma distância de cerca de 100 pés (30 m). Chamas surgiram em uma parte do navio, mas só depois de o céu estar sem nuvens e o navio ter permanecido estacionário por cerca de dez minutos. Concluiu-se que o dispositivo era uma arma viável nessas condições. O grupo do MIT repetiu a experiência para o programa de televisão MythBusters, utilizando um barco pesqueiro de madeira em São Francisco como o alvo. Novamente alguma carbonização ocorreu, juntamente com uma pequena quantidade de chamas. Para pegar fogo, a madeira precisa atingir a sua temperatura de autoignição, que é de cerca de 300 °C (570 °F).
Quando o MythBusters transmitiu o resultado do experimento de São Francisco, em janeiro de 2006, a afirmação foi categorizada como mentira ("mito refutado") devido à duração de tempo e as condições climáticas ideais necessárias para a combustão ocorrer. Também foi salientado que como Siracusa vê o mar a leste, a frota romana teria de ter atacado durante a manhã para um ótimo acúmulo de luz usando-se os espelhos. O MythBusters também salientou que armamento convencional, como flechas em chamas ou ainda catapultas, seria uma maneira muito mais fácil de incendiar um navio a curta distância.
Em dezembro de 2010, o MythBusters olhou novamente para a história do raio de calor em uma edição especial com Barack Obama em destaque, intitulada President's Challenge (O Desafio do Presidente). Vários experimentos foram realizados, incluindo um teste em larga escala com 500 crianças de escola mirando espelhos em uma maquete de um barco romano a 400 pés (120 m) de distância. Em todos os experimentos, a vela não alcançou os 210 °C (410 °F) necessários para que pegasse fogo, e o veredito foi novamente o de "refutado". O programa concluiu que um efeito mais provável dos espelhos teria sido cegar, ofuscar, ou distrair a tripulação do navio.

### Outras descobertas e invenções
Apesar de Arquimedes não ter inventado a alavanca, ele deu uma explicação do princípio envolvido em sua obra Sobre o Equilíbrio dos Planos. São conhecidas descrições anteriores da alavanca pela Escola Peripatética dos seguidores de Aristóteles, e às vezes são atribuídas a Arquitas de Tarento. De acordo com Papo de Alexandria, o trabalho de Arquimedes sobre as alavancas fez com que ele exclamasse: "Deem-me um ponto de apoio e moverei a Terra." (em grego:  δῶς μοι πᾶ στῶ καὶ τὰν γᾶν κινάσω) Plutarco descreveu como Arquimedes projetou sistemas de roldanas, permitindo a marinheiros a utilização do princípio da alavanca para levantar objetos que teriam sido demasiado pesados para serem movidos de outra maneira. Arquimedes também foi creditado pelo aumento do poder e precisão da catapulta, e por inventar o hodômetro durante a Primeira Guerra Púnica. O hodômetro foi descrito como um carrinho com um mecanismo de engrenagens que a cada milha percorrida derrubava uma bola em um recipiente.
Cícero (106–43 a.C.) menciona Arquimedes brevemente em seu diálogo De re publica, que retrata uma conversa fictícia ocorrendo em 129 a.C. Foi dito que após a captura de Siracusa em circa 212 a.C., general Marco Cláudio Marcelo levou a Roma dois mecanismos usados como ferramentas para estudos astronômicos, que mostravam os movimentos do Sol, da Lua e de cinco planetas. Cícero menciona mecanismos similares projetados por Tales de Mileto e Eudoxo de Cnido. O diálogo conta que Marcelo manteve um dos dispositivos como sua única pilhagem pessoal de Siracusa, e doou o outro para o Templo da Virtude em Roma. De acordo com Cícero, Caio Sulpício Galo fez uma demonstração do mecanismo de Marcelo para Lúcio Fúrio Filo, que o descreveu assim:
| Original em latim | Tradução para o português |
| Hanc sphaeram Gallus cum moveret, fiebat ut soli luna totidem conversionibus in aere illo quot diebus in ipso caelo succederet, ex quo et in caelo sphaera solis fieret eadem illa defectio, et incideret luna tum in eam metam quae esset umbra terrae, cum sol e regione. | Quando Galo moveu o globo, ocorreu que a Lua seguiu o Sol tantas voltas nessa invenção de bronze como no próprio céu, a partir do qual também no céu o globo do Sol passou a ter o mesmo eclipse, e a Lua veio então para essa posição em que estava sua sombra sobre a Terra quando o Sol estava alinhado. |

Esta é uma descrição de um planetário ou aparelho de Orrery. Papo de Alexandria disse que Arquimedes escreveu um manuscrito (agora perdido) sobre a construção destes mecanismos intitulado Sobre a Construção de Esferas. Investigação moderna nesta área tem sido focada no mecanismo de Anticítera, outro dispositivo da antiguidade clássica, que provavelmente foi usado para a mesma finalidade. A construção de mecanismos deste tipo teria exigido um conhecimento sofisticado de engrenagens diferenciais. Pensava-se que isto estivesse fora do alcance da tecnologia disponível nos tempos antigos, mas a descoberta do mecanismo de Anticítera, em 1902, confirmou que dispositivos desse tipo eram conhecidos dos gregos antigos.

## Trabalhos matemáticos

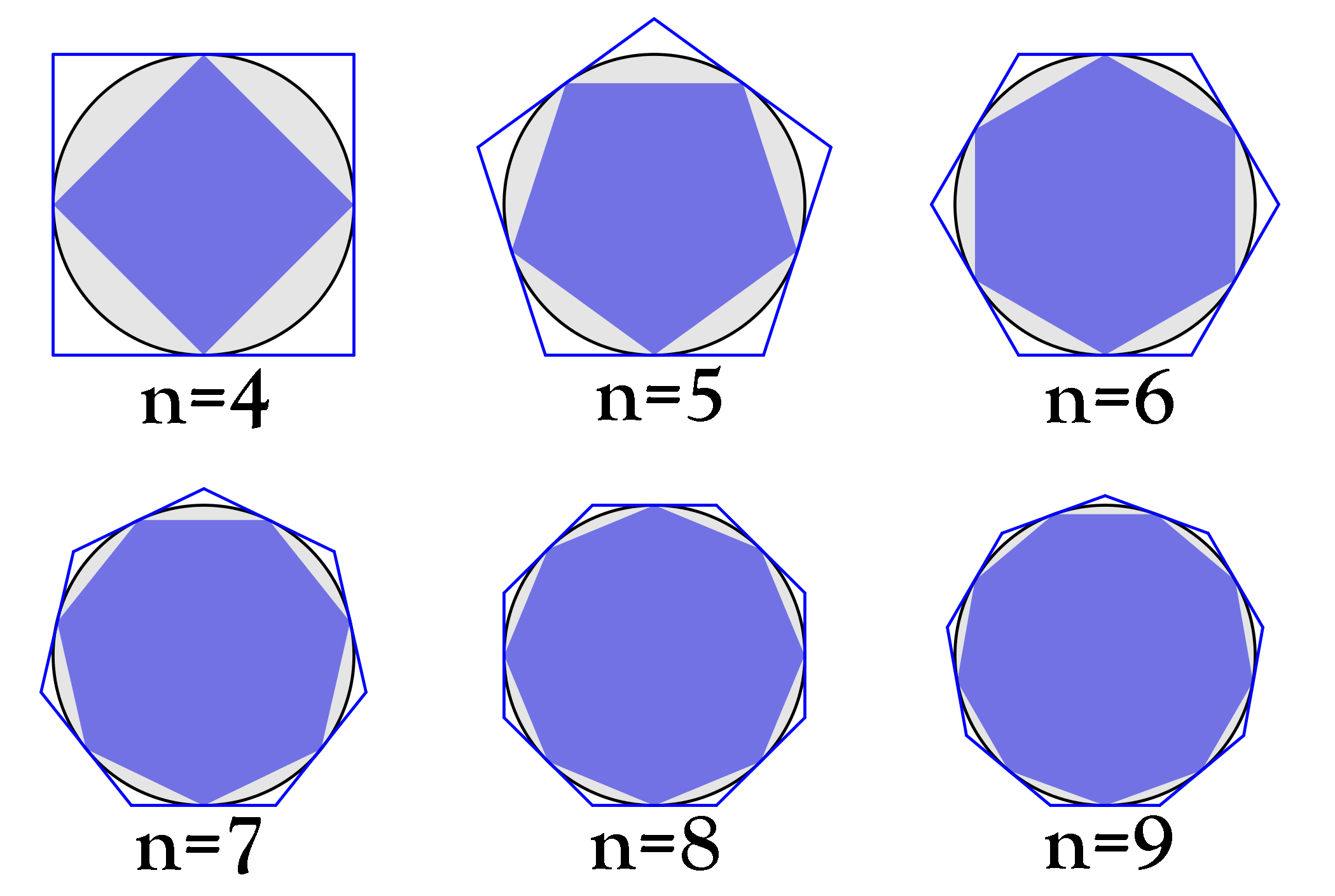
Arquimedes usou o método da exaustão para aproximar o valor de π.

Embora seja popularmente mais conhecido como um inventor de dispositivos mecânicos, Arquimedes também fez importantes contribuições para o campo da matemática. Plutarco escreveu: "Ele colocou todo o seu afeto e ambição nessas especulações puras onde não há referência às necessidades vulgares da vida."
Arquimedes foi capaz de usar infinitesimais de uma maneira que é semelhante ao moderno cálculo integral, e frequentemente diz-se que é muito provável que se os gregos antigos possuíssem uma notação matemática mais apropriada (tais como um sistema numérico posicional e notação algébrica), ele teria inventado o cálculo. Através de provas por contradição (reductio ad absurdum), ele encontrou respostas aproximadas para problemas diversos, especificando os limites entre os quais se encontrava a resposta correta. Esta técnica é conhecida como o método da exaustão, e ele empregou-o para aproximar o valor de π (pi). Ele conseguiu isso desenhando um polígono regular inscrito e outro circunscrito a um mesmo círculo. Aumentando-se o número de lados do polígono regular, ele se torna uma aproximação mais precisa de um círculo. Quando os polígonos tinham 96 lados cada um, ele calculou os comprimentos de seus lados (sabendo o comprimento dos lados de um polígono regular de n lados, Arquimedes sabia como calcular o comprimento dos lados de um polígono regular de 2n lados e mesmo raio) e mostrou que o valor de π está entre 31⁄7 (aproximadamente 3,1429) e 310⁄71 (aproximadamente 3,1408), consistente com o seu valor real de cerca de 3,1416. Ele também mostrou que a área de um círculo é igual a π multiplicado pelo quadrado do raio do círculo. Em Sobre a Esfera e o Cilindro, além dos resultados principais, Arquimedes postulou que qualquer grandeza quando adicionada a ela mesma suficientes vezes excederá qualquer grandeza dada. Este é o axioma de Arquimedes dos números reais. Um dos lemas utilizados por Arquimedes em seu resultado sobre a área da superfície esférica é agora visto como um caso especial do teorema de Duistermaat-Heckman em geometria simplética (descoberto dois milênios após Arquimedes).
Em Sobre as Medidas do Círculo, Arquimedes informa o valor da raiz quadrada de 3 como estando entre 265⁄153 (aproximadamente 1,7320261) e 1351⁄780 (aproximadamente 1,7320512). O valor real é de aproximadamente 1,7320508, portanto foi uma estimativa muito precisa. Historiadores fizeram muitas hipóteses sobre qual método ele poderia ter usado para chegar neste resultado, dentre elas: um possível conhecimento de frações continuadas, uma variante do método de Diofanto, e até mesmo tentativa e erro, no entanto o tema permanece controverso. Ele apresentou o resultado sem dar qualquer explicação sobre o método utilizado para obtê-lo. Este aspecto da obra de Arquimedes fez John Wallis comentar que ele estava: "...como se houvesse um firme propósito de encobrir os passos de sua investigação, como se ele negasse à posteridade o segredo de seu método de investigação ao mesmo tempo que desejava extrair dela o consentimento com os seus resultados".

Como mostrado por Arquimedes, a área do segmento parabólico na figura de cima é igual a 4/3 da do triângulo inscrito na figura de baixo.

Em A Quadratura da Parábola, Arquimedes provou que a área delimitada por uma parábola e uma linha reta é 4⁄3 vezes a área do triângulo inscrito correspondente, como mostrado na figura à direita. Ele expressou a solução do problema como uma série geométrica infinita com a razão comum de 1⁄4:
{\displaystyle \sum _{n=0}^{\infty }4^{-n}=1+4^{-1}+4^{-2}+4^{-3}+\cdots ={4 \over 3}.\;}
Se o primeiro termo desta série é a área do triângulo, então o segundo é a soma das áreas de dois triângulos cujas bases são as duas linhas secantes menores, e assim por diante. Esta prova utiliza uma variação da série 1/4 + 1/16 + 1/64 + 1/256 + · · · cujo resultado é 1⁄3.
Em O Contador de Areia, Arquimedes se dispôs a calcular o número de grãos de areia que o universo poderia conter. Ao fazê-lo, desafiou a ideia de que o número de grãos de areia era grande demais para ser contado. Ele escreveu: "Existem alguns, Rei Gelão (Gelão II, filho de Hierão II), que pensam que o número de grãos de areia é infinito em multitude; e eu me refiro a areia não só a que existe em Siracusa e no resto da Sicília, mas também a que é encontrada em qualquer região, seja habitada ou inabitada." Para resolver o problema, Arquimedes teve que estimar o tamanho do universo de acordo com o modelo então vigente, e inventar uma maneira de falar a respeito de números extremamente grandes. Ele inventou uma forma de escrever números baseada na miríade. A palavra corresponde a palavra grega μυριάς myriás, para o número 10 000. Propôs um sistema em que se utilizava uma potência de uma miríada elevada a um miríada (100 milhões) e concluiu que o número de grãos de areia necessários para preencher o universo seria 8 vigintilhões, isto é, 8×1063.

## Escritos
As obras de Arquimedes foram escritas em grego dórico, o dialeto falado na antiga Siracusa. As obras escritas de Arquimedes não foram conservadas tão bem quanto as de Euclides, e sabe-se da existência de sete de seus tratados apenas através de referências feitas a eles por outros autores. Papo de Alexandria menciona Sobre a Construção de Esferas e outro trabalho sobre poliedros (ver poliedros de Arquimedes), ao passo que Téon de Alexandria cita uma observação sobre a refração proveniente do agora perdido Catoptrica. Durante sua vida, Arquimedes tornou seu trabalho conhecido através de correspondências mantidas com matemáticos de Alexandria. Os escritos de Arquimedes foram coletados pelo arquiteto bizantino Isidoro de Mileto (c. 530 d.C.), ao passo que comentários escritos no século VI d.C. por Eutócio a respeito dos trabalhos de Arquimedes ajudaram a difundir seu trabalho a um público mais amplo. O trabalho de Arquimedes foi traduzido para o árabe por Thābit ibn Qurra (836–901 d.C.), e para o latim por Gerardo de Cremona (c. 1114–1187 d.C.). Durante o Renascimento, em 1544, o Editio Princeps (Primeira Edição) foi publicado em Basileia por Johann Herwagen, com as obras de Arquimedes em grego e latim. Por volta do ano 1586 Galileu Galilei inventou uma balança hidrostática para a pesagem de metais no ar e na água, aparentemente inspirado no trabalho de Arquimedes.

### Obras sobreviventes

Conta-se que de seu estudo sobre as alavancas Arquimedes disse: Dê-me um ponto de apoio, e moverei o mundo.

- Sobre o Equilíbrio dos Planos (dois volumes)

No primeiro livro constam sete postulados e quinze proposições, já no segundo livro constam dez proposições. Neste trabalho Arquimedes explica a lei da alavanca, afirmando, "As magnitudes estão em equilíbrio a distâncias inversamente proporcionais a seus pesos."
Arquimedes usa os princípios derivados para calcular as áreas e os centros de gravidade de várias figuras geométricas, incluindo triângulos, paralelogramos e parábolas.
- Sobre as Medidas do Círculo

Trata-se de uma obra curta que consiste de apenas três proposições. Está escrita na forma de uma correspondência com Dositeu de Pelúsio, um aluno de Conon de Samos. Na Proposição II, Arquimedes mostra que o valor de π (pi) é maior que 223⁄71 e menor que 22⁄7. Este último valor foi usado como uma aproximação de π ao longo da Idade Média e ainda é usado quando um valor aproximado de π é suficiente. O método de retificação da circunferência é uma aplicação direta da segunda proposição, na qual o diâmetro é dividido em sete partes iguais e o comprimento da circunferência é aproximadamente igual a vinte e duas dessas partes.
- Sobre as Espirais

Neste trabalho constam 28 proposições. Também é destinado a Dositeu. O tratado define o que atualmente chama-se de espiral de Arquimedes. É o conjunto dos pontos correspondentes às posições de um ponto que se move a velocidade constante sobre uma reta que gira a velocidade angular constante sobre um ponto de origem fixo. Equivalentemente, em coordenadas polares (r, θ) pode ser descrita pela equação
{\displaystyle \,r=a+b\theta }
com a e b números reais. Este é um dos primeiros exemplos de uma curva mecânica (uma curva traçada por um ponto em movimento).
- Sobre a Esfera e o Cilindro (dois volumes)

Neste tratado endereçado a Dositeu, Arquimedes obtém o resultado pelo qual ele mais se orgulhava, nomeadamente a relação entre uma esfera e um cilindro circunscrito de mesma altura e diâmetro. O volume é 4⁄3πr3 para a esfera, e 2πr3 para o cilindro. A área superficial é 4πr2 para a esfera, e 6πr2 para o cilindro (incluindo suas duas bases), onde r é o raio da esfera e do cilindro. A esfera tem um volume que é dois terços do volume do cilindro circunscrito. De forma similar, a esfera tem uma área que é dois terços da área do cilindro circunscrito (incluindo as bases). A pedido do próprio Arquimedes, foram colocadas sobre sua tumba esculturas destas duas figuras geométricas.
- Sobre Conoides e Esferoides

Neste trabalho destinado a Dositeu constam 32 proposições. Nesse tratado Arquimedes calcula as áreas e volumes das seções de cones, esferas, e paraboloides.
- Sobre os Corpos Flutuantes (dois volumes)

Na primeira parte deste tratado, Arquimedes enuncia a lei dos fluidos em equilíbrio, e prova que a água adota uma forma esférica ao redor de um centro de gravidade. Isto pode ter sido uma tentativa de explicar a teoria de astrônomos gregos contemporâneos, como Erastótenes de que a Terra é redonda. Os fluidos descritos por Arquimedes não são auto-gravitacionais, uma vez que ele assume a existência de um ponto para o qual todas as coisas caem, a fim de obter a forma esférica.
Na segunda parte, ele calcula as posições de equilíbrio de seções de paraboloides. Isto foi provavelmente uma idealização das formas dos cascos dos navios.
O princípio de Arquimedes da flutuabilidade aparece nesta obra, enunciado da seguinte forma: Qualquer corpo total ou parcialmente imerso em um fluido experimenta uma força para cima igual, mas em sentido oposto, ao peso do fluido deslocado.
Este princípio explica porque os barcos flutuam e também permite determinar a porcentagem que fica acima da água quando um objeto flutua em um líquido, como, por exemplo, gelo flutuando em água líquida.
- A Quadratura da Parábola

Neste trabalho destinado a Dositeu constam 24 proposições, Arquimedes prova através de dois métodos que a área delimitada por uma parábola e uma linha reta é 4/3 multiplicado pela área de um triângulo com a mesma base e a mesma altura. Ele alcança este resultado calculando o valor de uma série geométrica de infinitos termos com a razão 1⁄4.
- Stomachion

Este é um quebra-cabeças de corte e montagem similar a um tangram, e o tratado descrevendo-o foi encontrado em forma mais completa no Palimpsesto de Arquimedes. Arquimedes calculou as áreas de 14 peças que podiam ser reunidas para formar um quadrado. Uma pesquisa publicada em 2003 por Reviel Netz da Universidade de Stanford, argumentou que Arquimedes estava tentando determinar de quantas maneiras as peças podiam ser reunidas na forma de um quadrado. Netz calculou que as peças podiam formar uma quadrado de 17 152 maneiras. O número de disposições é reduzido a 536 quando se exclui as soluções que são equivalentes por rotação e reflexão. O quebra-cabeças representa um exemplo de problema de combinatória antigo.
A origem do nome do puzzle não é clara, e foi sugerido que provém da palavra da língua grega antiga para a garganta ou esôfago, stómakhos (στόμαχος). Ausônio refere-se ao puzzle como Ostomachion, uma palavra grega composta formada pelas raízes de ὀστέον (osteon, osso) e μάχη (machē – luta). O puzzle também é conhecido como Loculus de Arquimedes ou como Caixa de Arquimedes.
- O Problema Bovino

Esta obra foi descoberta em 1773 por Gotthold Ephraim Lessing em um manuscrito grego consistido de um poema de 44 linhas, na Biblioteca Herzog August, na Alemanha. É destinado a Erastótenes e aos matemáticos de Alexandria. Arquimedes desafia-os a contar o número de bovinos no rebanho do Sol resolvendo uma quantidade de equações diofantinas simultâneas. Há uma versão mais difícil do problema em que algumas das respostas têm que ser números quadrados. Esta versão do problema foi resolvida pela primeira vez por A. Amthor em 1880, e a resposta é um número bastante grande, aproximadamente 7,760271×10206544.
- O Contador de Areia

Neste tratado, Arquimedes calcula o número de grãos de areia que caberiam no universo. Este livro menciona a teoria heliocêntrica do Sistema Solar proposta por Aristarco de Samos, como também ideias contemporâneas sobre o tamanho da Terra e a distância entre vários corpos celestes. Usando um sistema de números baseado em potências de miríade, Arquimedes conclui que o número de grãos de areia necessários para preencher o universo é 8×1063 (em notação moderna). A introdução afirma que o pai de Arquimedes foi um astrônomo chamado Fídias. O Contador de Areia ou Psammites é a única obra sobrevivente de Arquimedes em que ele discute suas ideias sobre astronomia.
- O Método dos Teoremas Mecânicos

Este tratado, que se considerava perdido, foi reencontrado graças à descoberta do Palimpsesto de Arquimedes em 1906. Nesta obra, Arquimedes emprega o cálculo infinitesimal, e mostra como o método de fracionar uma figura em um número infinito de partes infinitamente pequenas pode ser usado para calcular sua área e volume. Arquimedes talvez tenha considerado que este método carecia de suficiente rigor formal, pelo que utilizou também o método da exaustão para chegar aos mesmos resultados. Da mesma forma que O Problema Bovino, O Método dos Teoremas Mecânicos foi escrito em forma de carta dirigida a Eratóstenes de Alexandria.
Conforme Carl Boyer: "Para achar áreas e volumes, o versátil Arquimedes usou sua própria versão primitiva do cálculo integral, que, de alguma maneira, é muito semelhante, quanto ao espírito, ao cálculo atual. Numa carta a Eratóstenes, Arquimedes expôs seu ”método da alavanca” para descobrir fórmulas de áreas e volumes. Mas, quando publicava provas para essas fórmulas, ele utilizava o método de exaustão para se ajustar aos padrões de rigor da época."

### Obras apócrifas
O Livro de Lemas ou Liber Assumptorum é um tratado com quinze proposições sobre a natureza dos círculos. A cópia mais antiga conhecida do texto está escrita em árabe. Os estudiosos Thomas Little Heath e Marshall Clagett argumentaram que ele não pode ter sido escrito por Arquimedes na sua forma atual, uma vez que ele cita Arquimedes, o que sugere que foi modificado por outro autor. Talvez o Lemas seja baseado em um uma obra mais antiga, agora perdida, escrita por Arquimedes.
Também já foi afirmado que Arquimedes conhecia a fórmula de Heron usada para calcular a área de um triângulo sabendo-se as medidas de seus lados. No entanto, a primeira referência confiável para a fórmula é dada por Heron de Alexandria no século I d.C.

## O Palimpsesto de Arquimedes

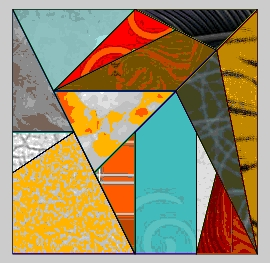
O Stomachion é um quebra-cabeças geométrico encontrado no Palimpsesto de Arquimedes.

O Palimpsesto de Arquimedes é uma das principais fontes a partir das quais se conhece a obra de Arquimedes. Em 1906, o professor dinamarquês Johan Ludvig Heiberg visitou Constantinopla e examinou um pergaminho de pele de cabra de 174 páginas com orações escritas no século XIII d.C. Ele descobriu que se tratava de um palimpsesto, um documento com texto que tinha sido escrito sobre um trabalho anterior apagado. Os palimpsestos eram criados pela raspagem da tinta de trabalhos existentes para reutilizar o material no qual ela estava impressa, o que era uma prática comum na Idade Média pois o papel velino era caro. As obras anteriores do palimpsesto foram identificadas por estudiosos como cópias do século X d.C. de tratados de Arquimedes previamente desconhecidos. O pergaminho passou centenas de anos na biblioteca de um monastério em Constantinopla antes de ser vendido a um colecionador na década de 1920. Em 29 de outubro de 1998 ele foi vendido em um leilão para um comprador anônimo por dois milhões de dólares na casa de leilões Christie's, em Nova Iorque. O palimpsesto contém sete tratados, incluindo a única cópia sobrevivente de Sobre os Corpos Flutuantes no original grego. É também a única fonte de O Método dos Teoremas Mecânicos, a que se referiu Téon Suidas e que pensava-se que tinha sido perdido para sempre. Stomachion também foi descoberto no palimpsesto, com uma análise mais completa do quebra-cabeças do que a que encontrava-se em textos anteriores. O palimpsesto está agora guardado no Museu de Arte Walters em Baltimore, Estados Unidos, onde foi submetido a uma série de testes modernos incluindo o uso de luz ultravioleta e raios X para ler o texto sobrescrito.
Os tratados contidos no Palimpsesto de Arquimedes são: Sobre o Equilíbrio dos Planos, Sobre as Espirais, Sobre as Medidas do Círculo, Sobre a Esfera e o Cilindro, Sobre os Corpos Flutuantes, O Método dos Teoremas Mecânicos e Stomachion.

## Obras de Arquimedes online
- Texto em grego clássico: PDF scans of Heiberg's edition of the Works of Archimedes, now in the public domain
- Tradução para o inglês: The Works of Archimedes, trans. T.L. Heath; suplementado por The Method of Mechanical Theorems, trans. L.G. Robinson